# Bento Luís Viana
Bento Luís Viana (Ribeira Grande, 1794 — Londres, 1823), ao tempo grafado Bento Luiz Vianna, foi um poeta e tradutor, integrado na corrente do arcadismo pré-romântico. Exilado em Paris devido às suas simpatias liberais, publicou a sua obra poética sob o pseudónimo de Filinto Insulano, tendo naquela cidade mantido uma relação próxima com o poeta Filinto Elísio, a quem dedicou alguns poemas e em cuja obra recebeu uma dedicatória e várias menções. Viajou pela Europa, visitando a Alemanha e a Rússia, colhendo impressões que, a par das queixas de exilado, deixou numa obra poética em que canta a liberdade e exalta Rousseau, Voltaire, Montesquieu divinos.

## Biografia
Natural da Ribeira Grande, ilha de São Miguel, pretendia estudar Medicina. Acabou por se fixar em Paris, onde travou amizade com o padre Francisco Manuel do Nascimento, o Filinto Elísio, então já com cerca de 80 anos e poeta afirmado. Esta amizade moldou os gostos poéticos de Bento Luís Viana, que se prezava de ser discípulo de Filinto Elísio e cujo estilo poético procurava imitar.
Em Paris, para além da poesia, dedicou-se à tradução de autores franceses, revelando-se um autor culto e prolífero. Contudo, a sua promissora carreira foi cortada cerce pela morte, que ocorreu em 1823, com apenas 29 anos de idade.

## Obras publicadas
- As aventuras de Aristono (tradução de obra de François Fénelon), Paris, 1818;
- Renato, Epizodio do Genio do Christianismo (tradução de obra de Chateaubriand). Paris: Officina A. Boleé, 1818.
- Breve resposta à crítica da nova edição dos Lusíadas publicada em 8.ª n'este anno, por Firmino Didot, e conforme em tudo à que em 4.º deu à luz, em 1817, o Il... (crítica à edição dos Lusíadas mandada executar pelo Morgado de Mateus em Paris no ano de 1817). Paris, P. N. Rougeron, 1819;[7]
- Versos sobre a morte do inimitavel poeta Filinto Elysio. Paris, 1820;
- Contracto social, ou principios de direito politico de J.-J. Rousseau, traduzido em portuguez (tradução da obra de J.-J. Rousseau). Paris, Officina de Firmino Didot, 1821;
- Poesias de B. L. Vianna (Filinto Insulano). Paris, Firmino Didot, 1821.
- Pensamento a bem do Exército portuguez, Lisboa, Typ. Rollandiana, 1822.